# Ooms droom
' Ooms droom ' (Russisch: Дядюшкин сон, Djadjusjkin son) is de vierde  roman van de Russische schrijver Fjodor Dostojevski uit 1859. Het verhaal wordt verteld door een anonieme verteller. Het speelt zich hoofdzakelijk af in de fictieve provinciestad Mordasow.

## Hoofdpersonen
- Maria Alexandrowna Moskaljewa, de belangrijkste dame van Mordasow, al 25 jaar ongelukkig getrouwd.
- Afanasii Matwejitsj, de mislukte echtgenoot van bovengenoemde. Door haar opgeborgen in een dorp 3 mijl verderop.
- Zinalda  Afanasjewna, ofwel Zina, de enige dochter van het bovengenoemde echtpaar, 23 jaar oud.
- Prins Gabriel K…, een oude aristocraat. Half mens, half prothese.
- Stepanida  Matwejewna, de zeer dominante maîtresse van  bovengenoemde.
- Nastasja Pertrowna Zjablowa, familielid van Maria, weduwe en net boven de dertig jaar. Leeft in het huishouden van Maria en Zina als goedkope hulp.
- Pawel (Paul) Alexandrowitsj Mozgiakow, 25 jaar. De verloofde van Zina. Ver familielid van Prins Gabriel, maar beiden noemen elkaar voortdurend oom en neef.
- Anna Nikolajewna Antipowa, vrouw van de procureur en verbitterde rivale van Maria.
- Natalja Dimitriewna, vriendin van Anna.
- Wasja, doodzieke onderwijzer en de eerste liefde van Zina.

## Inhoud
Een anonieme verteller schetst de verhoudingen in Mordasow. Maria Alexandrowna Moskaljewa is de alom gevreesde keiharde societyheerseres van deze provinciestad. Ze probeert haar dochter een voordelig huwelijk te laten sluiten en heeft allereerst  onderwijzer Wasja afgeserveerd. Haar gevoelens jegens Pawel Alexandrowitsj zijn net als die van haar dochter een tikkeltje ambivalent. Een jongen met potentie voor de toekomst maar vooralsnog te licht bevonden.
Dan komt juist deze Pawel  de hoofdprijs binnenbrengen. Zijn oom Prins Gabriel die hij gered heeft van een ongeluk met zijn koets. Hij was zes jaar geleden voor het laatst in Mordasow. Deze oom is vermogend, half prothese en heeft niet meer lang te leven. Hij is even ontsnapt aan Stephanida Matwejewna, die weg moest voor zaken naar Moskou.
Maria calculeert en handelt snel. Zina brengt een prachtig Frans gezang ten gehore, dat de grijsaard ten diepste roert. Hij belooft haar te trouwen en legt zich te ruste. Ondertussen overtuigt Maria haar dochter Zina van het toekomstperspectief van dit huwelijk. Het gesprek wordt afgeluisterd door Natasja die Pawel verwittigt. Ook hij luistert af waarna Zina hem een domoor noemt. In woede ontstoken lijkt hij toch door Maria tot de orde te worden geroepen. Echtgenoot Afanasii Matwejitsj wordt opgehaald uit zijn dorp en met strenge instructies teruggevoerd naar het ouderlijk huis.
Aldaar drommen alle belangrijke dames uit het dorp bijeen om de Prins te aanschouwen en van zijn trouwplannen te vernemen. Eerder had Pawel hem uitgelegd dat hij zijn huwelijksplannen slechts gedroomd had. Dit was oom zijn droom. Dat vertelt de Prins dan ook aan zijn aandachtige toehoorders, waarop een pandemonium uitbreekt. Maria moet zich steeds verder in haar bitsheid verlagen. Het eind van de vertoning is dat Pawel zijn oom onderbrengt in een logement.
Een dag later wordt Zina bij Wasja ontboden, die ze 24 uur trouw in zijn sterven begeleidt om vervolgens door zijn moeder als helleveeg het huis uit te worden gejaagd. Ook Prins Gabriel sterft 3 dagen na aankomst. Prins Sjtsjepitilow uit Sint-Petersburg, neef en erfgenaam, regelt met gezwinde spoed de begrafenisformaliteiten. Moeder Maria en dochter verlaten de stad voor Moskou en verkopen al hun bezittingen in en rond Mordasow.
In de epiloog geschiedt drie jaar later exact waarvoor Maria Pawel had gewaarschuwd als hij niet zou meewerken met het uithuwelijken van zijn oom. Pawel Alexandrowitsj Mozgiakow had zich opgegeven voor een overheidsopdracht in een afgelegen deel van het Russische rijk. Hij verheugt zich op een dansfestijn ter ere van de vrouw van de generaal, die oogverblindend schoon zou zijn. Bij het voorstellen herkent hij in haar Zina, die hem niet weet te plaatsen. Ook haar moeder is aldaar aanwezig, inmiddels als sloof van haar dochter. Maar ze wijst Pavel er fijntjes op dat alles zo is gegaan als zij had voorspeld in het alternatieve scenario. De volgende ochtend weet Pawel een spoedopdracht te bemachtigen waardoor hij in de sneeuw met zijn paarden kan ontsnappen. Na drie keer paarden wisselen is hij het gebeuren alweer vergeten.